# ミヒャエル (小説)
『ミヒャエル』（ドイツ語: Michael）は、後のナチス・ドイツで初代国民啓蒙・宣伝大臣を務めたヨーゼフ・ゲッベルスによる小説である。1929年、ミュンヘンのフランツ・エーアー出版社から刊行され、その副題「日記でたどる一つのドイツ的運命」 (Ein deutsches Schicksal in Tagebuchblättern) をテーマにする。文学的に足跡を残すものではなく、今日の関心は歴史的文脈のみにある。

## 成立
半自伝的と評されることが多い。ゲッベルス自身と、若き日の友人リヒャルト・フリスゲス (Richard Flisges) の経歴を取り混ぜたものである。フリスゲスは第一次世界大戦敗戦の数年後、事故で死亡している。
初稿は1924年に完成したが、出版されずに終わった。1929年に出版するに当たって、ゲッベルスは大幅な改編を行った。こうして国民社会主義のイデオロギーが取り入れられたのである。

## 内容
ミヒャエルは、第一次世界大戦中の前線兵士であった。その悲惨な経験は、深く彼の心に刻み込まれていた。ヴァイマル共和国の時代、ミヒャエルはまず大学に籍を置いた。傍らには常に1冊の本があった（ゲーテの『ファウスト』第一部。「第二部を読むにしてはぼくはあまりに愚かすぎる」とのことである）。しかしその後、信念に従い鉱夫になる。これこそがドイツを強化する道、という思いからであった。
物語の期間は、1年半である。最後に、ミヒャエルは鉱山で命を落とす。散見される反知性的な言動も、神を探し求めてのことであった。また冒険的ともいえる見方を示す。イエス・キリスト（ユダヤ人ではなく、これには学術的証明など不要で、確定しているとのこと）、ニーチェ、ゲーテ、ゴッホ、モーツァルト、ベートーヴェンである。最後には、アドルフ・ヒトラーに似た救済者の姿が現れる。また恋物語が、この作品に彩りを添える 。

## 受容
本書は特に「第三帝国」時代に多くの版を重ねた。歴史家クラウス・フォンドゥングは、本作の副題に「代表的要求」が暗示されていると見ている。ヨアヒム・フェストは、『ミヒャエル』は、ゲッベルスの精神状態と自己認識を解明する手がかりを与えることができる、という意見である。クラウス＝エッケハルト・ベルシュ は、1987年、「厳格な心理歴史的、精神史的解釈には未だ決着がついていない」としている。この他に本作は、似非表現主義的、「非合理でフェルキッシュなナチのパトスが染み込んだ駄作」と見なされている。
1970年代には、エルフリーデ・イェリネクによって、題名はそのままに、副題を「小児社会のための青少年本（Jugendbuch für die Infantilgesellschaft, 1972年）」として戯画化された。ハンス・ディーター・ヒュッシュは、この小説の原文を1974年にレコードに吹き込んだ。若い世代の「なぜこのようなものにひっかかったのか」「何がきっかけなのか」「どうしてこんなことになったのか」という問いに対する意識を高めるためであった。
1987年、ヨアヒム・ノイグロッシェル (Joachim Neugroschel) 訳によるアメリカ英語版が『Michael: A novel』と題名を短くして、ニューヨークの Amok Press から出版された。
2001年に日本では池田浩士が編訳し『ミヒャエル――日記が語るあるドイツ的運命』として柏書房から出版された。
2013年には、Algoritm 出版社からロシア語版が出版された。ロシア・ユダヤ教組織及び協会の議長でラビのシノヴィ・コーガン (Sinowi Kogan) は、2013年にモスクワで行われたRIAノーボスチと の会見でこれを批判して「言論の自由と検閲の廃止はこのような小説の出版を意図したものではない。ゲッベルス、ヒトラーとその追従者は断罪された者たちで あり、彼らの作品を出版することは、我々の社会における平和と協調に対する時限爆弾である。これは若い世代、そして現在を生きるすべての人々に突きつけられたものである」と述べている。